# Astrostole
Genre
Astrostole est un genre d'étoile de mer de la famille des Asteriidae.

## Liste des espèces
Selon World Register of Marine Species (22 janvier 2015) :
- Astrostole insularis H.L. Clark, 1938
- Astrostole multispina A.M. Clark, 1950
- Astrostole paschae (H.L. Clark, 1920) -- île de Pâques
- Astrostole platei (Meissner, 1896)
- Astrostole rodolphi (Perrier, 1875) -- Nouvelle-Zélande
- Astrostole scabra (Hutton, 1872) -- Nouvelle-Zélande et Sud-Est de l'Australie (espèce type)

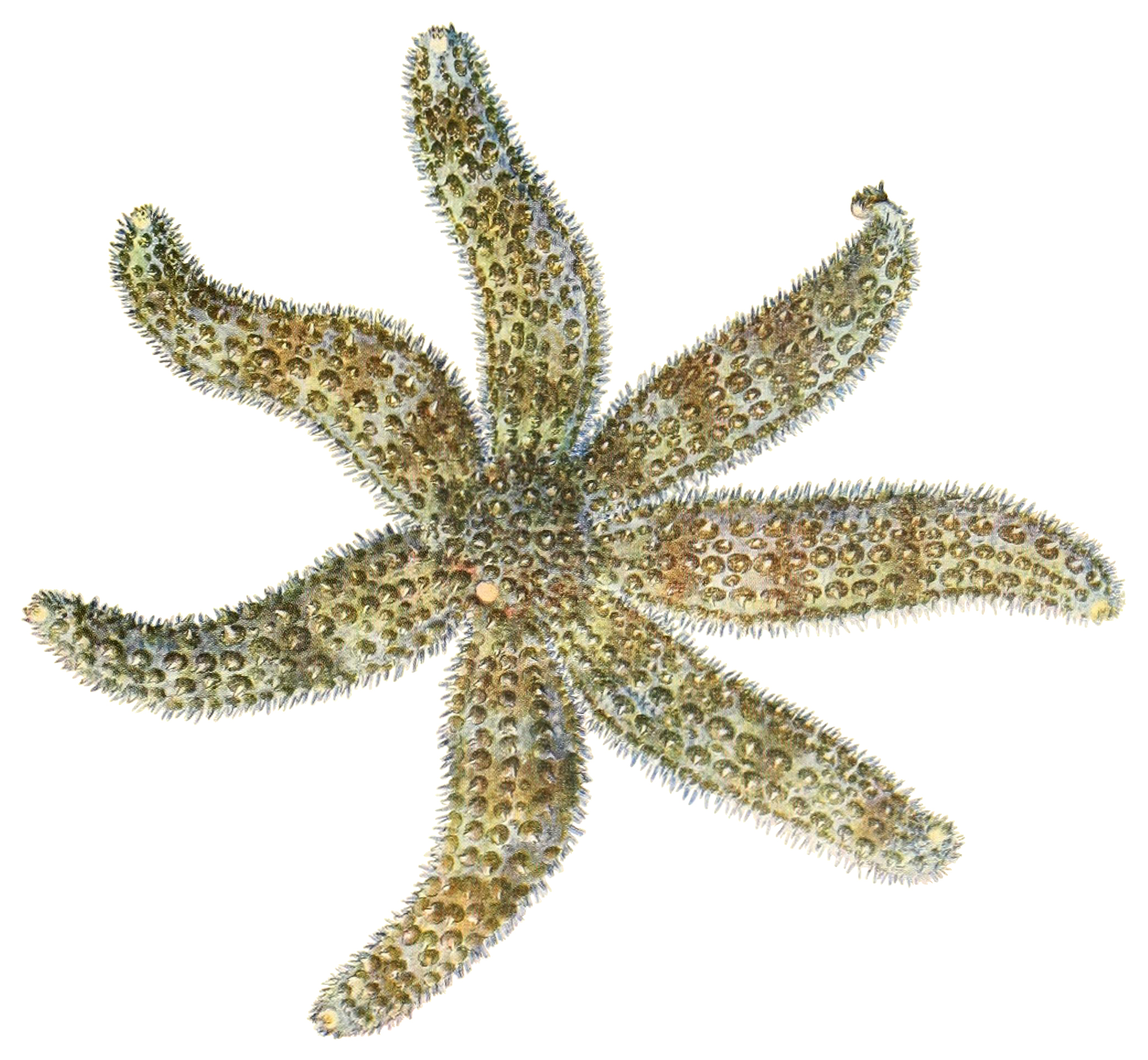
Astrostole insularis.
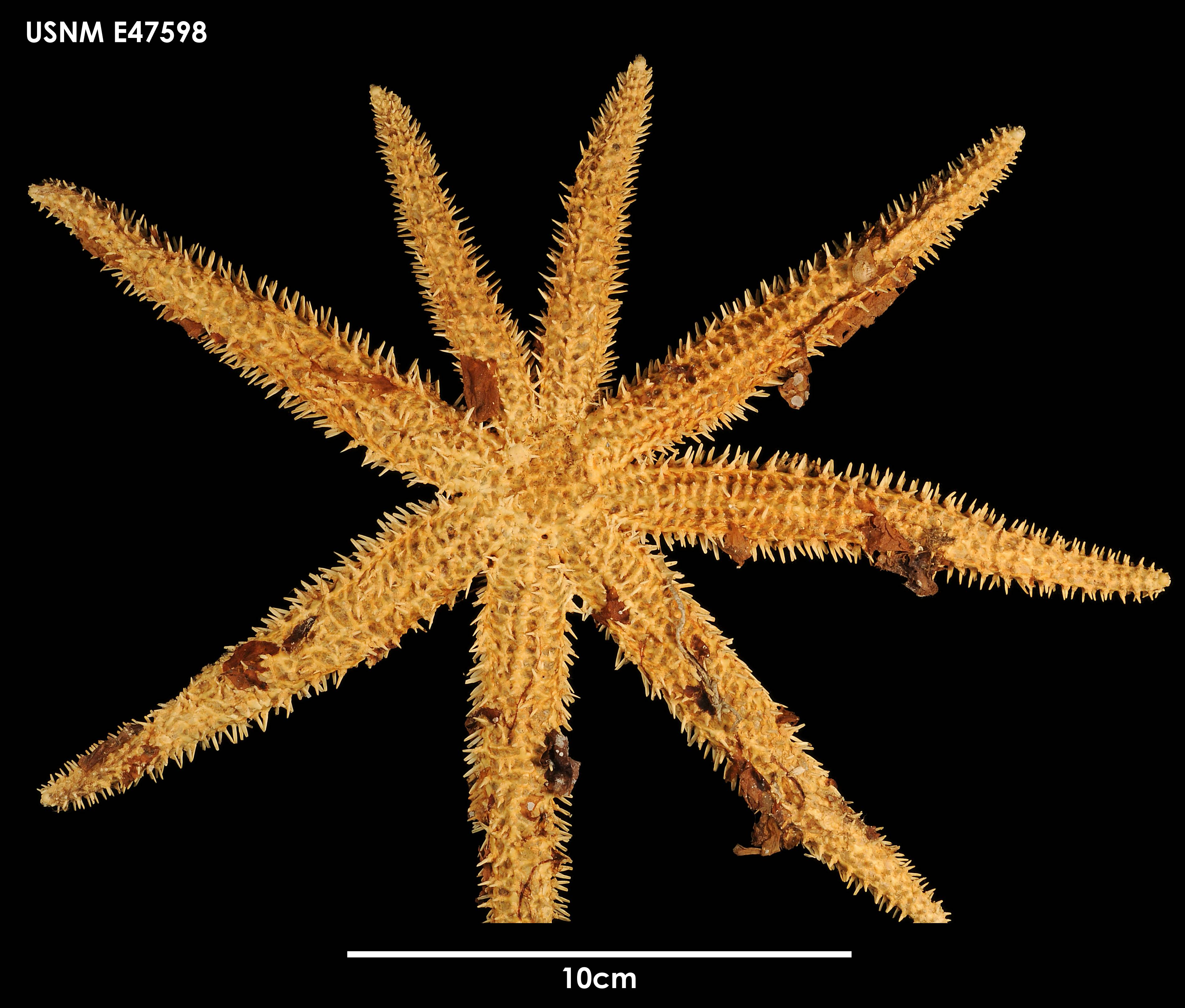
Astrostole platei.
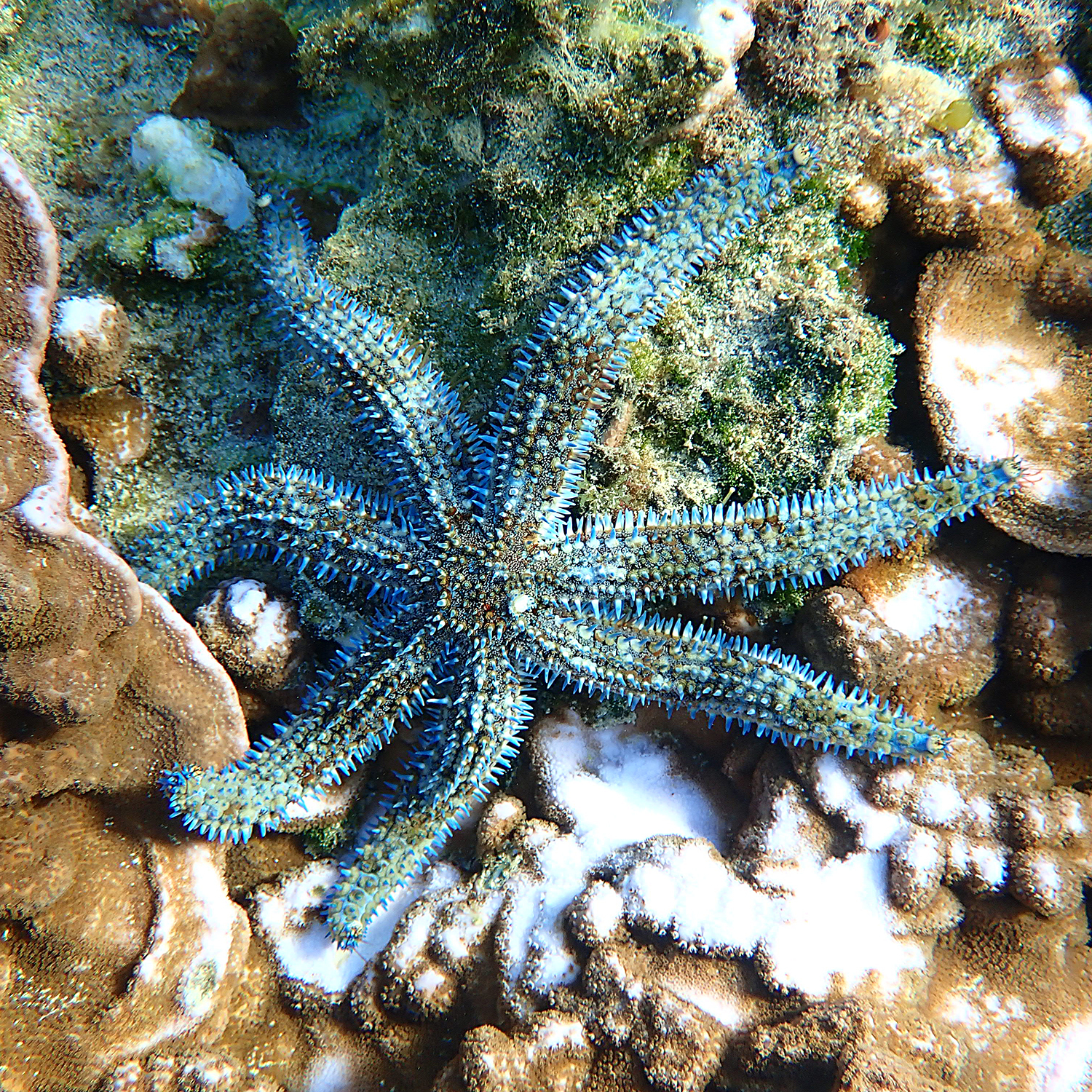
Astrostole rodolphi.
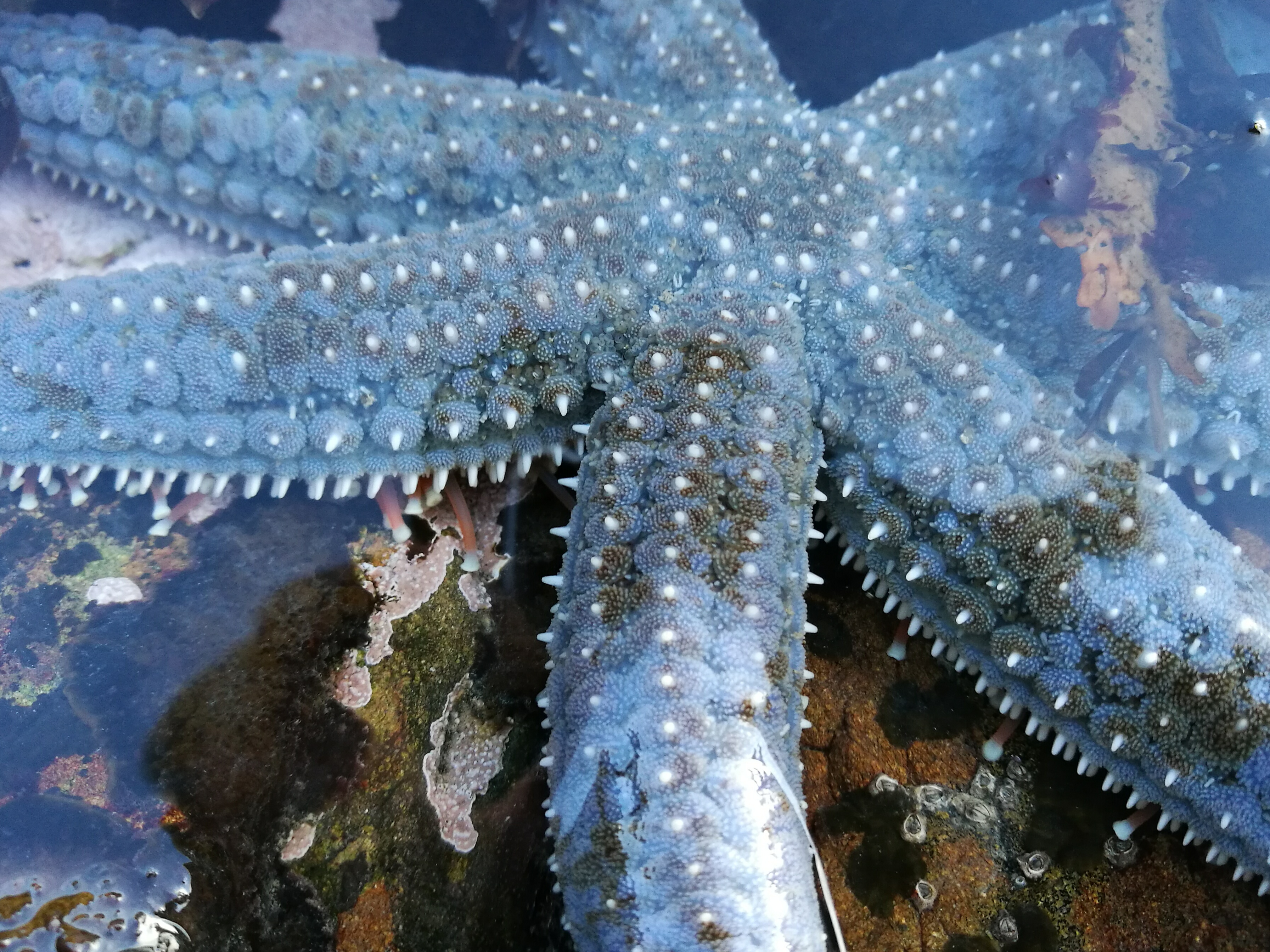
Astrostole scabra.